# 546 Herodias
546 Herodias là một tiểu hành tinh ở vành đai chính. Nó được xếp loại tiểu hành tinh kiểu C. Nó di chuyển theo quỹ đạo gần nhóm tiểu hành tinh Eunomia, tuy nhiên không thuộc nhóm tiểu hành tinh này. Nó có đường kính khoảng 66 km, suất phản chiếu ánh sáng là 0.053, và thời gian quay vòng là 10,4 giờ.
Tiểu hành tinh này do Paul Götz phát hiện ngày 10.4.1904 ở Heidelberg và được đặt theo tên công chúa Herodias, người tái hôn với vua Herod Antipas của Do Thái, được nói tới trong Tân Ước.